# 中天山隧道
中天山隧道，位于中国新疆维吾尔自治区，是南疆铁路吐鲁番至库尔勒段增建第二线工程（简称吐库二线工程）的一条隧道。隧道穿过中天山，连接山北的托克逊县和山南的和硕县，为双洞单线隧道，全长22.449千米。隧道将南疆线原有翻越中天山的线路取直，使得路程缩短123.6公里。隧道于2007年4月开工，2013年9月右线贯通，2014年2月全线贯通，同年12月28日随吐库二线工程开通投入使用。